# 폴란드–리투아니아 가스 상호 연결
폴란드-리투아니아 가스 상호 연결(영어: Gas Interconnection Poland–Lithuania, GIPL)은 폴란드와 리투아니아를 잇는 가스관이다. 이 가스관은 2022년 5월 1일에 가동되어 상업 운전을 시작했다. 가스관의 길이는 508 km (316 mi)이며, 천연가스는 양방향으로 흐를 수 있다. 이 가스관은 리투아니아 동부의 야우니우나이 천연가스 압축소(GCS)에서 폴란드 동부의 호워프치체 GCS 역까지 이어진다.
이 프로젝트는 가스 전송 시스템 운영사인 AB 앰버 그리드 (리투아니아)와 가즈시스템 SA (폴란드)에 의해 실행되었다. GIPL의 완공으로 리투아니아는 다른 두 발트 3국과 핀란드와 함께 유럽 연합(EU) 가스 전송 시스템에 통합되었다.

## 역사

리투아니아 주요 가스관 시스템 내 GIPL (빨간색)

폴란드와 리투아니아 간 가스 상호 연결에 대한 아이디어는 1992년으로 거슬러 올라가지만, 더 활발한 준비 작업은 2008~2009년에 시작되었다. 그 당시 폴란드는 이웃 국가들과의 상호 연결 및 스비노우이시치에 LNG 터미널 건설을 고려했다. 이 시기에 폴란드와 리투아니아 가스 네트워크 연결에 대한 첫 번째 분석이 수행되었다. 2011년부터 2013년까지 사업성 분석 및 타당성 조사가 진행되었다. 2014년 11월 5일, 리투아니아 영토 내 프로젝트의 일부는 국가의 중요한 경제 프로젝트로 인정되었다. 2014년 11월 11일, 유럽 연합 집행위원회는 유럽 연결 시설 기금을 통해 이 프로젝트에 3억 6백만 유로를 지원하기로 결정했다. 그 이전에 2014년 8월, 프로젝트 추진자의 요청에 따라 EU 에너지 규제 기관 협력 기구(ACER)는 폴란드, 리투아니아, 라트비아, 에스토니아 간 국경 간 비용 배분에 대한 결정을 내렸다. 2015년 8월 29일, 리투아니아 영토 내 GIPL에 대한 환경 영향 평가 절차가 완료되었다.
처음에는 GIPL의 경로가 바르샤바 근처에 위치한 렘벨슈치즈나 GCS와 야우니우나이 GCS를 연결하도록 계획되었다. 그러나 2016년에 폴란드는 리투아니아에 렘벨슈치즈나 GCS의 필요한 확장에 어려움이 있음을 알리고, 야우니우나이 GCS와 벨라루스 국경 근처에 있는 호워프치체 GCS를 연결하는 GIPL의 대체 경로를 제안했다. 이 변경은 더 짧은 경로와 인프라 투자의 감소를 의미했다. 2016년 9월 27일, 리투아니아 영토 내 GIPL 프로젝트의 모든 허가가 확보되었다. 2018년 5월, 폴란드, 리투아니아, 라트비아, 에스토니아의 천연가스 송전 시스템 운영자들은 GIPL 국경 간 비용 배분에 대한 ACER 결정이 어떻게 이행되어야 하는지에 대한 절차를 상세히 설명하는 협정에 서명했다. 2018년 여름, 앰버 그리드는 리투아니아 영토 내 GIPL 건설 및 가스관 공급에 대한 조달을 발표했다. 2019년 6월에는 폴란드 회사 이조스탈이 강관을 공급할 것이라고 발표되었다. 2019년 7월, 알보라와 파트너 샤울리아이 두요티에키오 스타티바가 리투아니아 영토 내 GIPL 건설 계약자로 선정되었다.
2022년 2월, 앰버 그리드는 제한된 용량으로 상업 운전이 2022년 5월 1일부터 시작될 것이라고 발표했다. 전체 용량은 2022년 10월부터 이용 가능할 것이다.

## 기술적 세부 사항

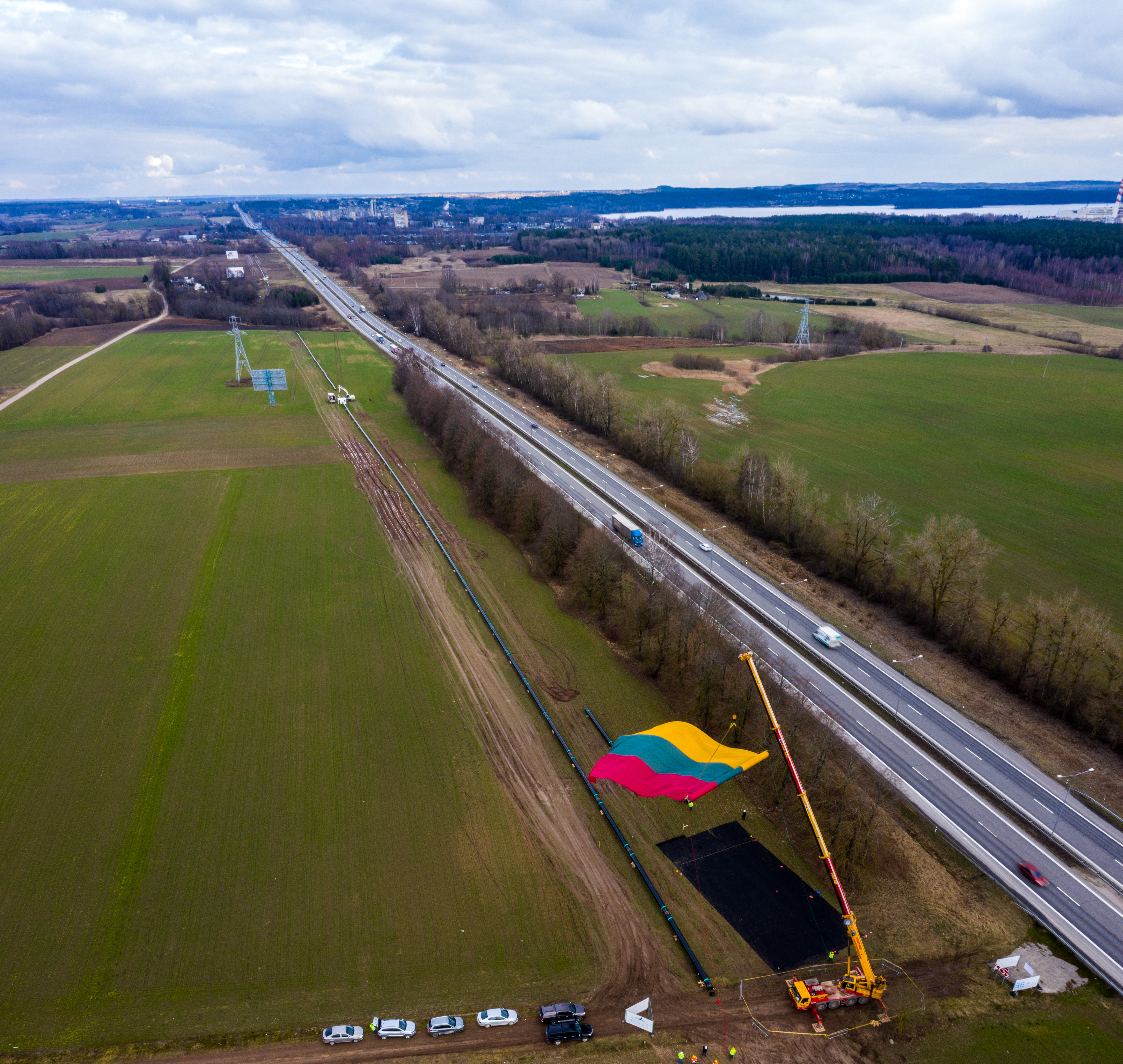
2020년 가스 상호 연결 건설

GIPL의 길이는 508 km (316 mi)이며, 파이프의 지름은 700 mm (28 in)이다. 가스관은 리투아니아의 야우니우나이 GCS에서 폴란드의 호워프치체 GCS까지 이어진다. 폴란드 내 가스관의 길이는 343 km (213 mi)인 반면, 리투아니아 내 길이는 약 165 km (103 mi)이다. 폴란드에서 리투아니아로의 상호 연결 용량은 연간 27 TWh 또는 2.4 bcm이며, 리투아니아에서 폴란드로의 상호 연결 용량은 연간 21 TWh 또는 1.9 bcm이다. 폴란드 영토 내 설계 압력은 8.4 MPa이며, 리투아니아 영토 내 설계 압력은 5.4 MPa이다.

## 가격 및 자금 조달
총 GIPL 프로젝트 비용은 약 5억 유로였다. 이 프로젝트는 EU 유럽 연결 시설 개발 기금 3억 6백만 유로의 공동 자금 지원을 받았다. EU 에너지 규제 기관 협력 기구(ACER)의 결정에 따라, 발트해 연안 국가들은 프로젝트에서 폴란드의 비용 중 8천 6백만 유로를 부담했다. 리투아니아는 그 중 5천 5백만 유로, 라트비아는 2천 9백만 유로, 에스토니아는 150만 유로를 지불했다.

## 의의
2015년, 유럽 연합 집행위원회는 GIPL 프로젝트를 공동 관심 프로젝트(PCI)로 인정했다. 가스관이 건설되기 전에는 발트해 연안 국가와 핀란드는 러시아로부터만 파이프라인 가스를 받을 수 있었다. 이 지역에서 대체 가스 공급원 및 공급업체에 접근할 수 있는 유일한 방법은 2014년에 리투아니아 클라이페다에서 운영을 시작한 FSRU 인디펜던스를 통한 액화 천연가스 수입이었다. GIPL이 가동된 후, 발트해 연안 국가와 핀란드는 EU 가스 전송 네트워크에 통합되었고, 발트해 지역은 공급 보안과 경쟁력 향상을 통해 더 많은 대체 가스 공급원에 접근할 수 있게 되었다. 2019년에는 GIPL 용량이 발트해 연안 국가와 핀란드의 연간 천연가스 수요의 40% 이상을 충족할 수 있을 것으로 추정되었다.

## 같이 보기
- 2022년 러시아-유럽 연합 가스 분쟁
- 하모니 링크
- 리투아니아의 주요 천연가스 파이프라인 목록
- 리투아니아의 고전압 송전선 목록
- 천연가스 파이프라인 목록
- 리트폴 링크